# Sung Deok-hyo
Sung Deok-hyo (* 14. Juni 1979) ist ein südkoreanischer Fußballschiedsrichter. Er ist seit 2015 K-League-Schiedsrichter und pfeift Spiele der K League Classic und der K League Challenge.